# Bảng tổng sắp huy chương Thế vận hội Trẻ Mùa hè 2018
Bảng tổng sắp huy chương Thế vận hội Trẻ Mùa hè 2018 (tiếng Anh: 2018 Summer Youth Olympics medal table) là một danh sách các Ủy ban Olympic Quốc gia (NOC) được xếp hạng bởi số lượng huy chương vàng giành được theo các vận động viên của họ trong khi Thế vận hội Trẻ Mùa hè 2018, tổ chức ở Buenos Aires, Argentina, từ ngày 6 đến ngày 18 tháng 10 năm 2018.
Trong số các quốc gia giành được huy chương tại các Thế vận hội này, hai quốc gia đã không giành được huy chương Olympic cũng như huy chương Thế vận hội Trẻ, Honduras và Saint Lucia. Burundi, Ấn Độ, Iceland, Malaysia, Mauritius, Qatar và Ả Rập Xê Út đã giành huy chương vàng đầu tiên của họ tại một sự kiện Thế vận hội/Thế vận hội Trẻ, trước đây chỉ giành được huy chương bạc và đồng. Afghanistan, Algérie, Kosovo, Luxembourg, Macedonia, Mauritius, Niger, Philippines, Sri Lanka và Các Tiểu vương quốc Ả Rập Thống nhất đã giành được huy chương Thế vận hội Trẻ đầu tiên của họ.

## Bảng tổng sắp huy chương
Ban tổ chức không giữ một huy chương chính thức. Bảng xếp hạng trong bảng này dựa trên thông tin được cung cấp bởi Ủy ban Olympic Quốc tế (IOC) và phù hợp với quy ước IOC trong các bảng huy chương được công bố. Theo mặc định, bảng được sắp xếp theo số huy chương vàng mà các vận động viên từ một quốc gia đã giành được (trong bối cảnh này, một "quốc gia" là một thực thể được đại diện bởi Ủy ban Olympic Quốc gia). Số huy chương bạc được xem xét tiếp theo và sau đó là số huy chương đồng. Nếu các quốc gia vẫn bị ràng buộc, xếp hạng bằng nhau được đưa ra và chúng được liệt kê theo thứ tự chữ cái.
Hai huy chương vàng đã được trao cho một trường hợp đồng hạng nhất trong nội dung BMX tự do công cộng hỗn hợp. Không có huy chương bạc đã được trao như là một hệ quả.
Hai huy chương bạc đã được trao cho một trường hợp đồng hạng nhì trong các nội dung bơi bướm 50 m nam trẻ, cuộc đua IKA Twin Tip nam trẻ và cuộc đua IKA Twin Tip nữ trẻ. Không có huy chương đồng đã được trao như là một hệ quả.
Trong judo (9), karate (6) và taekwondo (10) hai huy chương đồng được trao trong mỗi nội dung (tổng cộng 25 huy chương đồng). Thêm vào đó, hai huy chương đồng đã được trao cho một trường hợp đồng hạng ba trong các nội dung bơi bướm 50 m nữ trẻ và bơi tự do 50 m nữ trẻ.

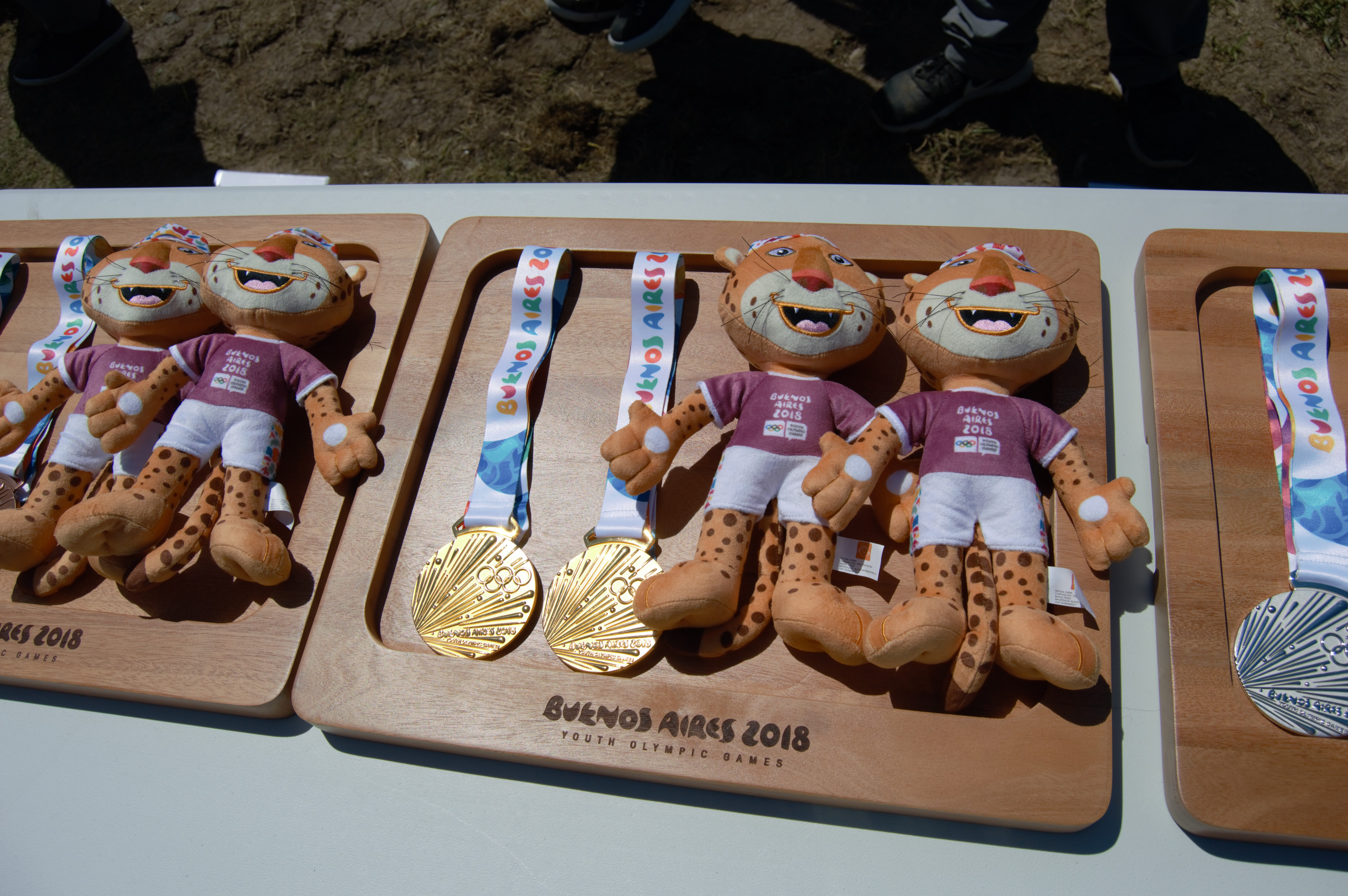
Huy chương và Linh vật của Thế vận hội, được trao trong các buổi lễ Chiến thắng cho các vận động viên giành được huy chương.

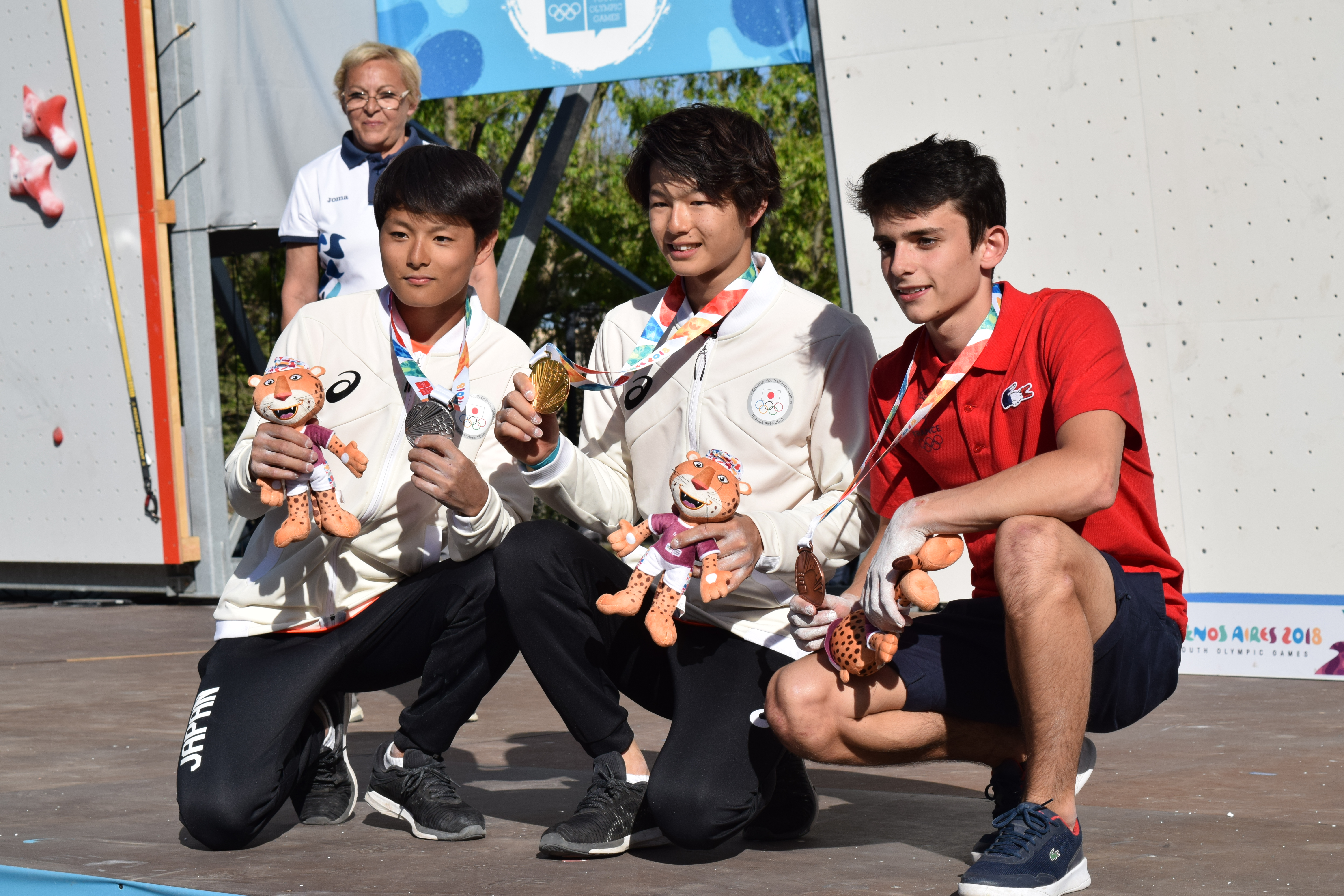
Các vận động viên giành được huy chương nội dung thể thao leo núi kết hợp nam trẻ.

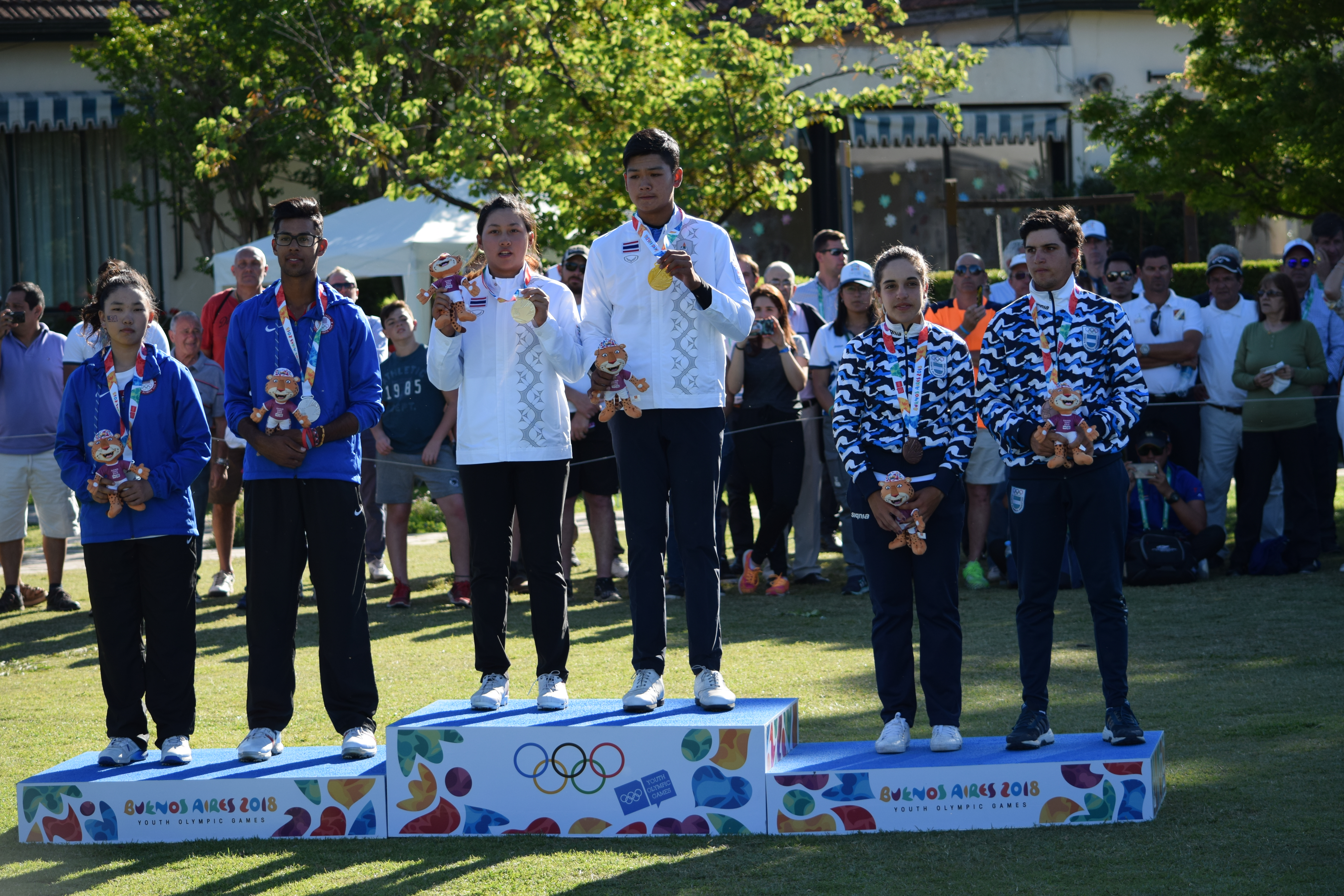
Các vận động viên giành được huy chương nội dung đồng đội hỗn hợp Golf.

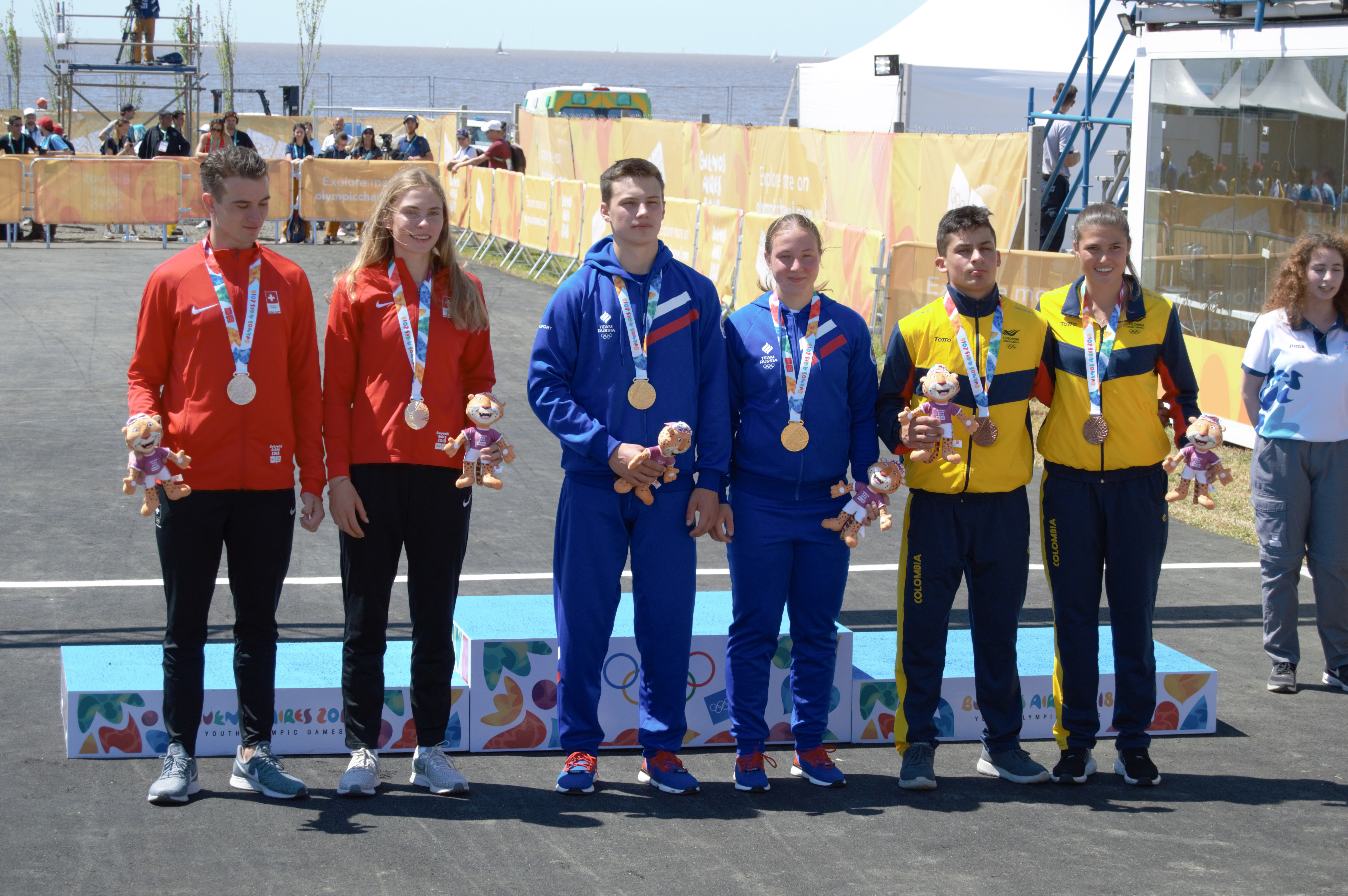
Các vận động viên giành được huy chương nội dung đồng đội hỗn hợp xe đạp BMX.

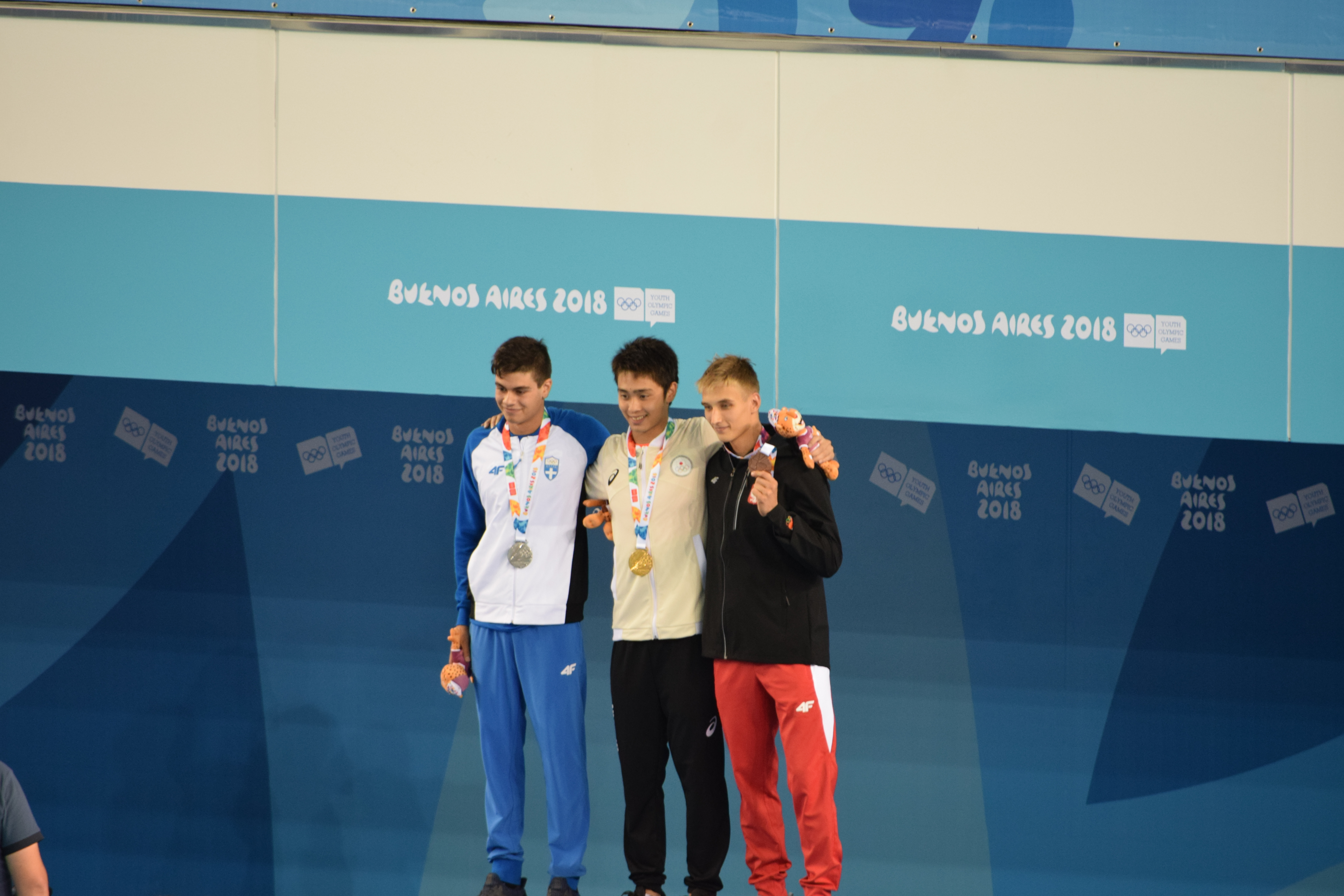
Các vận động viên giành được huy chương nội dung bơi ếch 200m nam trẻ.

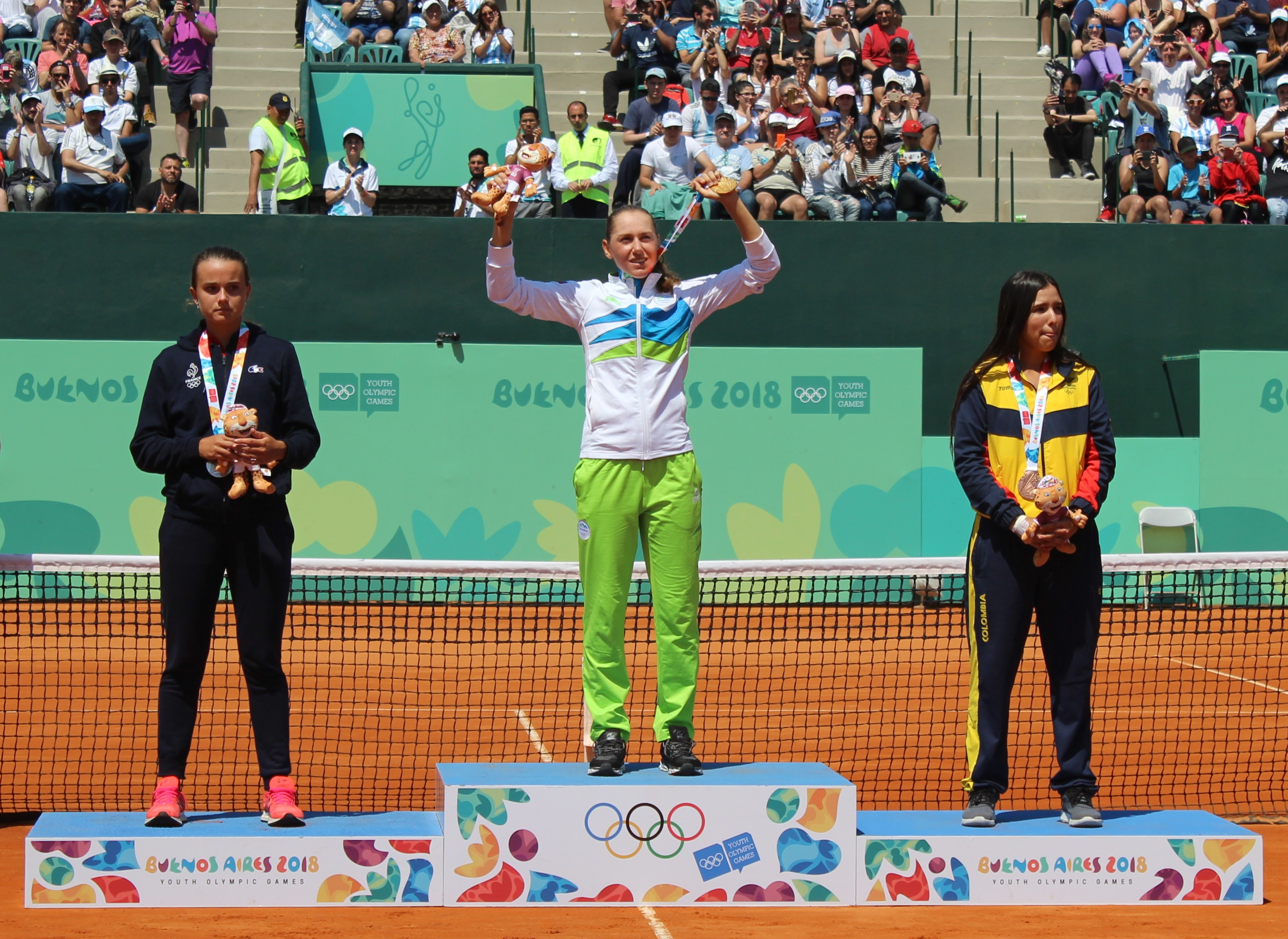
Các vận động viên giành được huy chương nội dung quần vợt đơn nữ trẻ.

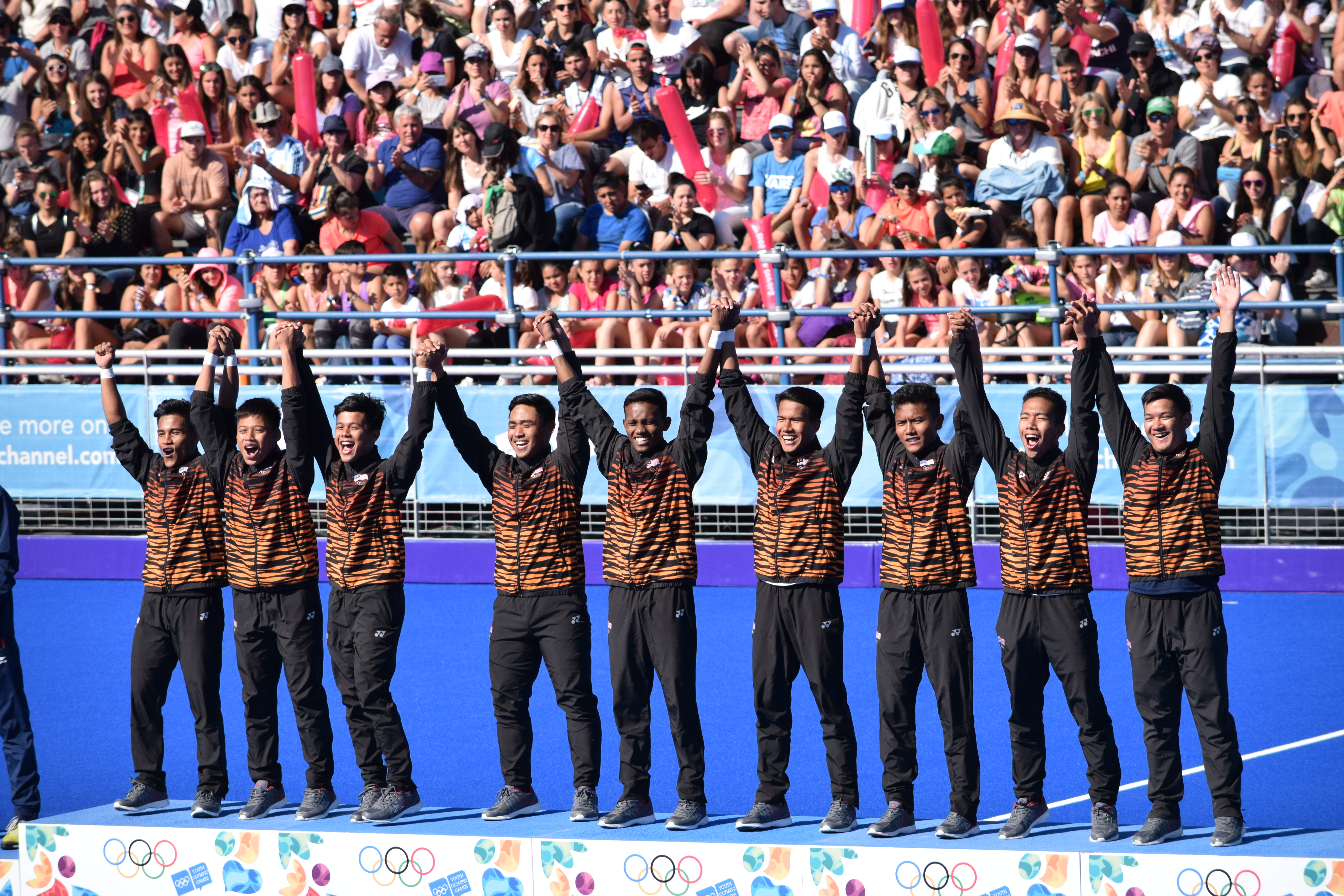
Đội tuyển Malaysia ăn mừng chiến thắng nội dung khúc côn cầu trên cỏ nam trẻ.

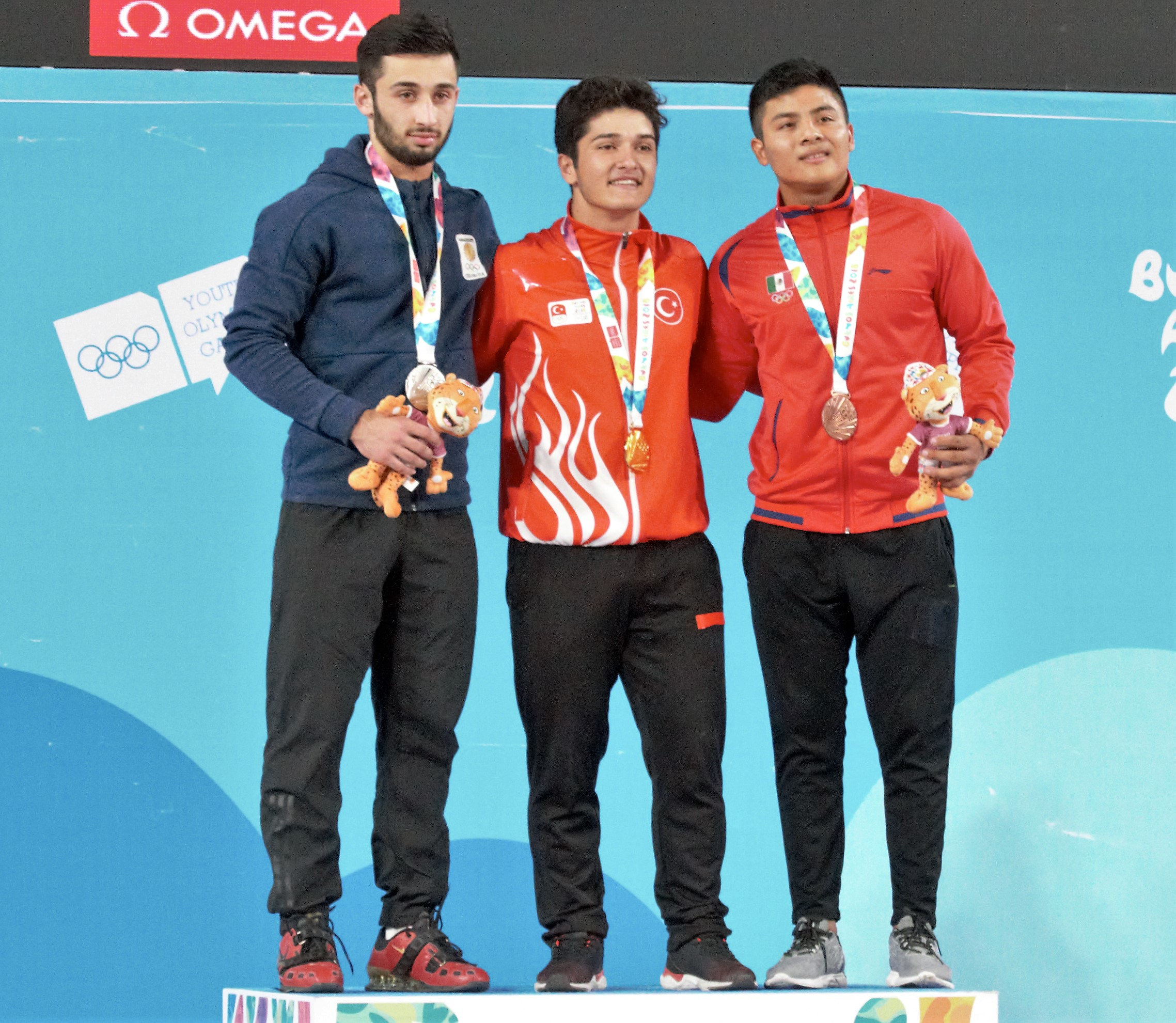
Các vận động viên giành được huy chương cử tạ 69kg nam trẻ

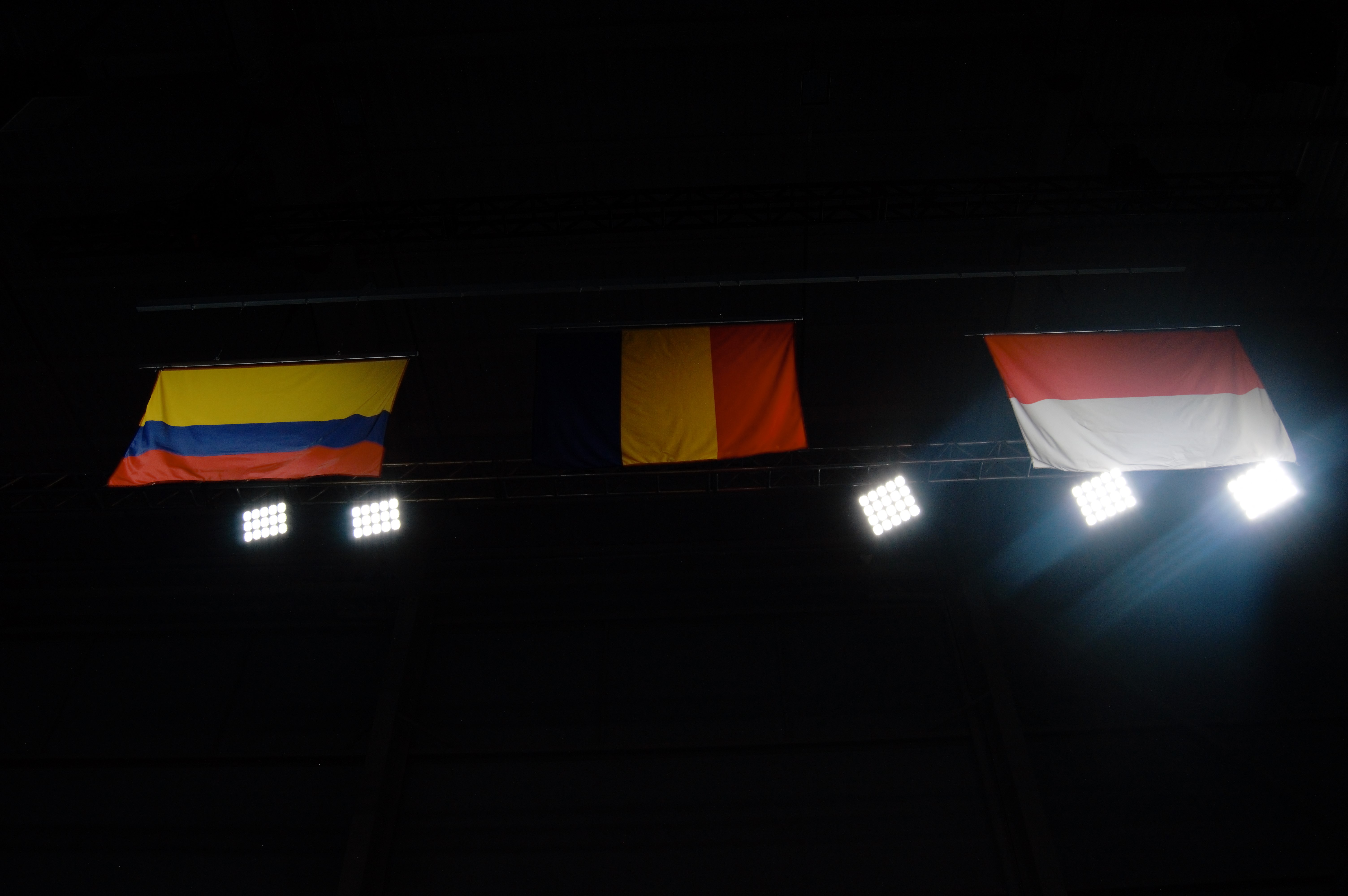
Cờ được treo trong khi lễ trao giải thưởng cử tạ 53kg nữ trẻ.

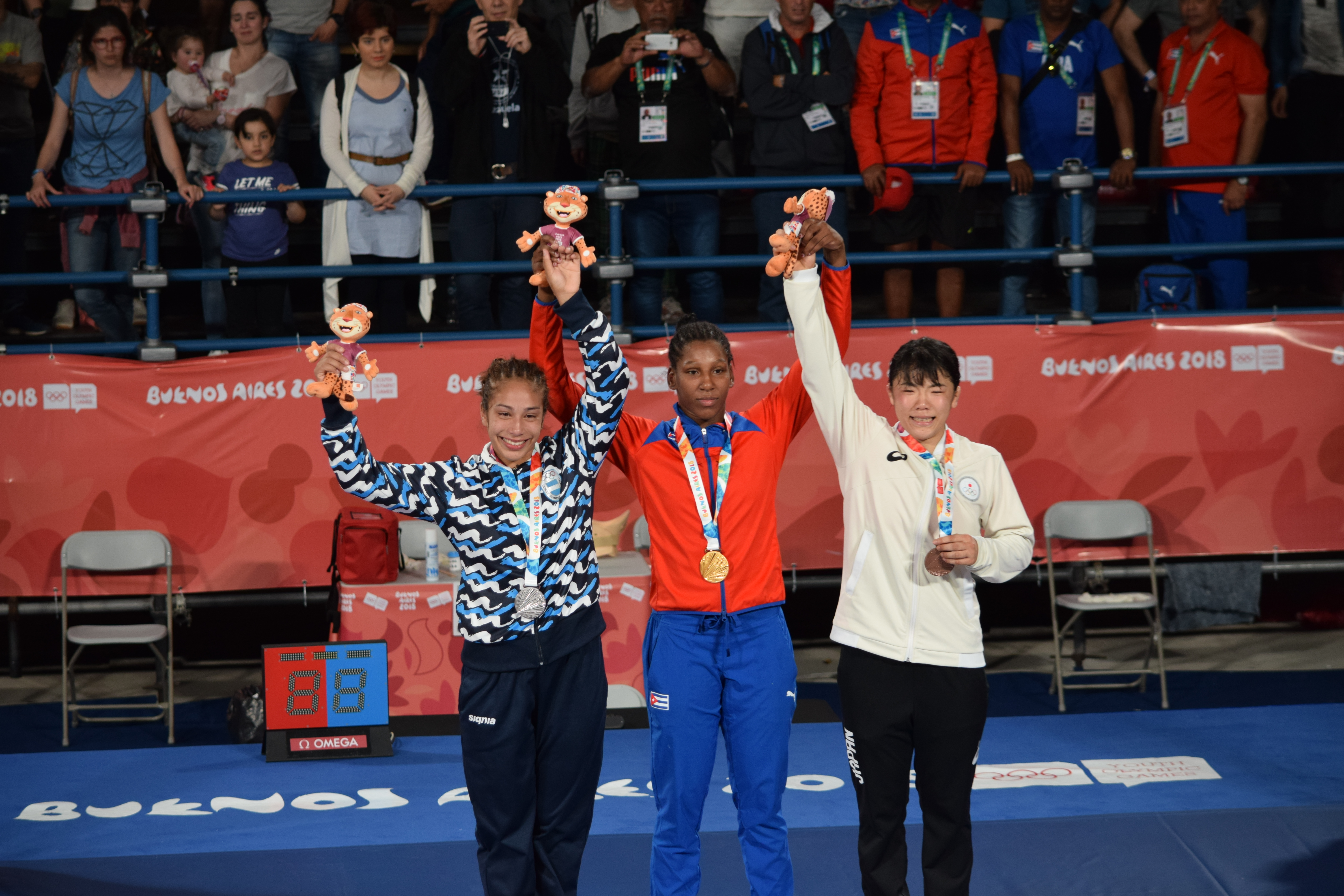
Lễ trao huy chương cho các vận động viên đô vật 73kg tự do nữ trẻ

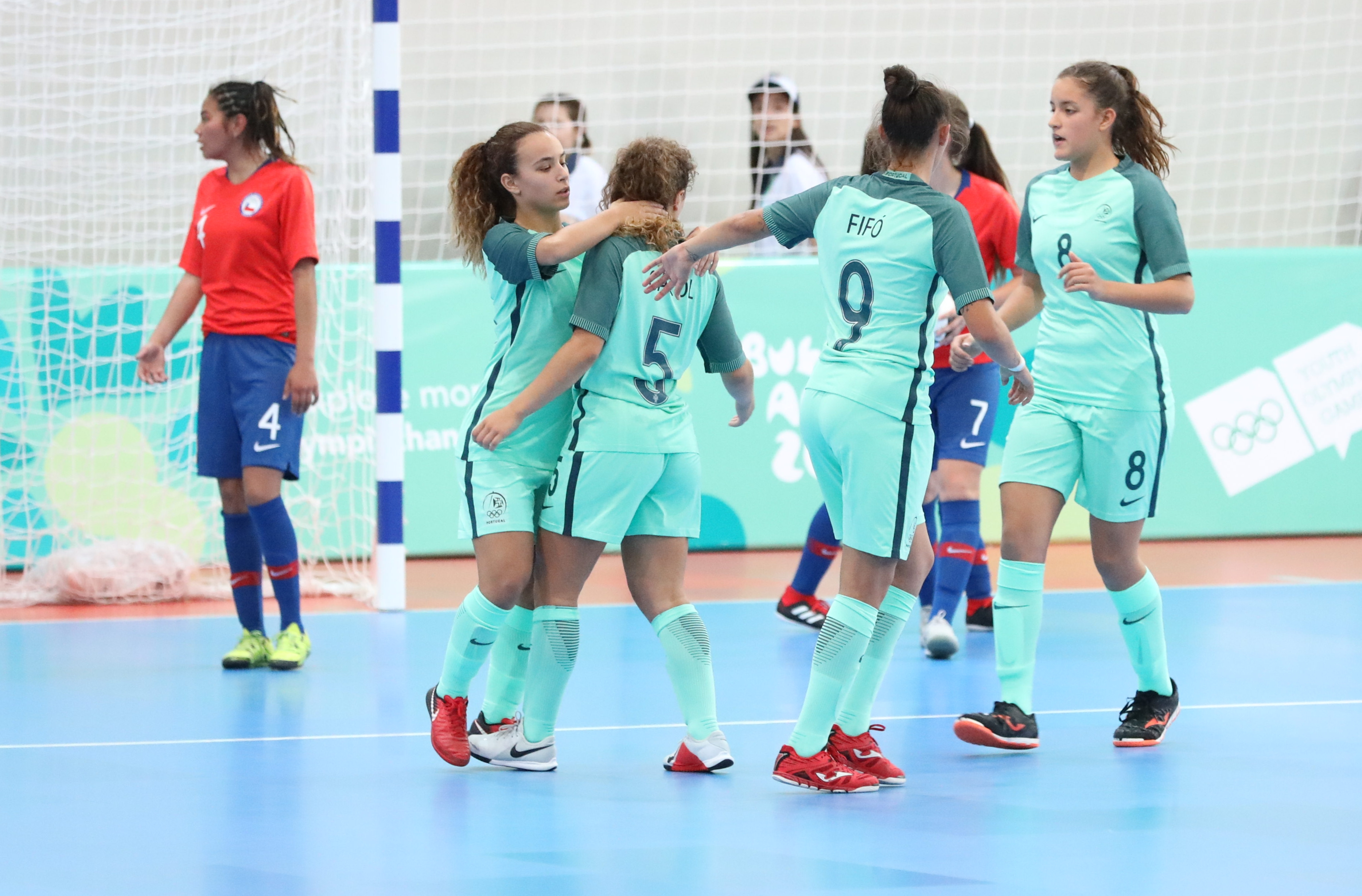
Trận đấu bóng đá trong nhà giữa Bồ Đào Nha và Chile. Đội tuyển nữ Bồ Đào Nha đã đi giành được huy chương vàng sau đó.

| Hạng                | NOC                 | Vàng | Bạc | Đồng | Tổng số |
| ------------------- | ------------------- | ---- | --- | ---- | ------- |
| 1                   | Nga                 | 29   | 18  | 12   | 59      |
| 2                   | Trung Quốc          | 18   | 9   | 9    | 36      |
| 3                   | Nhật Bản            | 15   | 12  | 12   | 39      |
| –                   | Các NOC kết hợp     | 13   | 13  | 13   | 39      |
| 4                   | Hungary             | 12   | 7   | 5    | 24      |
| 5                   | Ý                   | 11   | 10  | 13   | 34      |
| 6                   | Argentina           | 11   | 6   | 9    | 26      |
| 7                   | Iran                | 7    | 3   | 4    | 14      |
| 8                   | Hoa Kỳ              | 6    | 5   | 7    | 18      |
| 9                   | Pháp                | 5    | 15  | 7    | 27      |
| 10                  | Ukraina             | 5    | 7   | 6    | 18      |
| 11                  | Úc                  | 4    | 8   | 4    | 16      |
| 12                  | Uzbekistan          | 4    | 5   | 5    | 14      |
| 13                  | Thái Lan            | 4    | 5   | 2    | 11      |
| 14                  | Colombia            | 4    | 3   | 3    | 10      |
| 14                  | Kazakhstan          | 4    | 3   | 3    | 10      |
| 16                  | Cuba                | 4    | 0   | 2    | 6       |
| 17                  | Ấn Độ               | 3    | 9   | 1    | 13      |
| 18                  | Anh Quốc            | 3    | 4   | 5    | 12      |
| 19                  | Đức                 | 3    | 4   | 2    | 9       |
| 20                  | México              | 3    | 3   | 6    | 12      |
| 21                  | Cộng hòa Séc        | 3    | 3   | 5    | 11      |
| 22                  | Ai Cập              | 3    | 2   | 7    | 12      |
| 23                  | Thụy Điển           | 3    | 2   | 1    | 6       |
| 24                  | Hy Lạp              | 3    | 1   | 2    | 6       |
| 25                  | Nam Phi             | 3    | 1   | 1    | 5       |
| 25                  | New Zealand         | 3    | 1   | 1    | 5       |
| 27                  | Kenya               | 3    | 1   | 0    | 4       |
| 27                  | Việt Nam            | 3    | 1   | 0    | 4       |
| 29                  | Brasil              | 2    | 4   | 7    | 13      |
| 30                  | România             | 2    | 3   | 3    | 8       |
| 31                  | Bỉ                  | 2    | 3   | 2    | 7       |
| 32                  | Thổ Nhĩ Kỳ          | 2    | 2   | 7    | 11      |
| 33                  | Slovenia            | 2    | 2   | 5    | 9       |
| 34                  | Ethiopia            | 2    | 2   | 4    | 8       |
| 35                  | Bulgaria            | 2    | 2   | 2    | 6       |
| 36                  | Na Uy               | 2    | 1   | 3    | 6       |
| 36                  | Azerbaijan          | 2    | 1   | 3    | 6       |
| 38                  | Đan Mạch            | 2    | 1   | 1    | 4       |
| 39                  | Moldova             | 2    | 0   | 0    | 2       |
| 39                  | Venezuela           | 2    | 0   | 0    | 2       |
| 39                  | Qatar               | 2    | 0   | 0    | 2       |
| 39                  | Malaysia            | 2    | 0   | 0    | 2       |
| 43                  | Maroc               | 1    | 5   | 1    | 7       |
| 44                  | Hàn Quốc            | 1    | 4   | 7    | 12      |
| 45                  | Gruzia              | 1    | 4   | 1    | 6       |
| 46                  | Tây Ban Nha         | 1    | 3   | 5    | 9       |
| 47                  | Belarus             | 1    | 3   | 3    | 7       |
| 48                  | Nigeria             | 1    | 3   | 0    | 4       |
| 49                  | Ecuador             | 1    | 2   | 2    | 5       |
| 50                  | Bồ Đào Nha          | 1    | 2   | 0    | 3       |
| 51                  | Áo                  | 1    | 1   | 7    | 9       |
| 52                  | Litva               | 1    | 1   | 1    | 3       |
| 52                  | Tunisia             | 1    | 1   | 1    | 3       |
| 52                  | Israel              | 1    | 1   | 1    | 3       |
| 52                  | Slovakia            | 1    | 1   | 1    | 3       |
| 56                  | Ả Rập Xê Út         | 1    | 0   | 2    | 3       |
| 57                  | Phần Lan            | 1    | 0   | 1    | 2       |
| 57                  | Cộng hòa Dominica   | 1    | 0   | 1    | 2       |
| 57                  | Armenia             | 1    | 0   | 1    | 2       |
| 57                  | Uganda              | 1    | 0   | 1    | 2       |
| 61                  | Mauritius           | 1    | 0   | 0    | 1       |
| 61                  | Iceland             | 1    | 0   | 0    | 1       |
| 61                  | Burundi             | 1    | 0   | 0    | 1       |
| 64                  | Algérie             | 0    | 5   | 0    | 5       |
| 65                  | Canada              | 0    | 3   | 6    | 9       |
| 66                  | Serbia              | 0    | 2   | 3    | 5       |
| 67                  | Mông Cổ             | 0    | 2   | 1    | 3       |
| 67                  | Kyrgyzstan          | 0    | 2   | 1    | 3       |
| 69                  | Hà Lan              | 0    | 1   | 5    | 6       |
| 70                  | Ba Lan              | 0    | 1   | 3    | 4       |
| 71                  | Ireland             | 0    | 1   | 2    | 3       |
| 71                  | Đài Bắc Trung Hoa   | 0    | 1   | 2    | 3       |
| 71                  | Puerto Rico         | 0    | 1   | 2    | 3       |
| 71                  | Croatia             | 0    | 1   | 2    | 3       |
| 71                  | Thụy Sĩ             | 0    | 1   | 2    | 3       |
| 76                  | Zambia              | 0    | 1   | 1    | 2       |
| 76                  | Hồng Kông           | 0    | 1   | 1    | 2       |
| 76                  | Jamaica             | 0    | 1   | 1    | 2       |
| 79                  | Saint Lucia         | 0    | 1   | 0    | 1       |
| 79                  | UAE                 | 0    | 1   | 0    | 1       |
| 79                  | Luxembourg          | 0    | 1   | 0    | 1       |
| 79                  | Philippines         | 0    | 1   | 0    | 1       |
| 83                  | Niger               | 0    | 0   | 1    | 1       |
| 83                  | Indonesia           | 0    | 0   | 1    | 1       |
| 83                  | Honduras            | 0    | 0   | 1    | 1       |
| 83                  | Estonia             | 0    | 0   | 1    | 1       |
| 83                  | Jordan              | 0    | 0   | 1    | 1       |
| 83                  | Afghanistan         | 0    | 0   | 1    | 1       |
| 83                  | Pakistan            | 0    | 0   | 1    | 1       |
| 83                  | Kosovo              | 0    | 0   | 1    | 1       |
| 83                  | Eritrea             | 0    | 0   | 1    | 1       |
| 83                  | Sri Lanka           | 0    | 0   | 1    | 1       |
| 83                  | Macedonia           | 0    | 0   | 1    | 1       |
| Tổng số (93 đơn vị) | Tổng số (93 đơn vị) | 241  | 241 | 263  | 745     |